# Maskskär
Maskskär är en ö i Finland. Den ligger i Finska viken och i kommunen Raseborg i den ekonomiska regionen  Raseborg i landskapet Nyland, i den södra delen av landet. Ön ligger omkring 92 kilometer väster om Helsingfors.
Öns area är 5,2 hektar och dess största längd är 290 meter i sydöst-nordvästlig riktning. Ön höjer sig omkring 20 meter över havsytan.